# Down You Go
Down You Go era un programa de televisión estadounidense, originalmente emitido en la fenecida cadena DuMont. La serie nominada a un Premio Emmy se emitió desde 1951 hasta 1956. Era un programa de concursos emitido en "horario prime", conducido por Bergen Evans. El programa fue emitido en once horarios distintos durante sus cuatro años y medio de vida. También es uno de los pocos programas de esa época que fue emitido en las cuatro grandes cadenas de televisión de aquellos años: ABC, NBC, CBS, y DuMont.
Down You Go era similar al juego popular del "Colgado" o "Ahorcado", con un grupo de panelistas famosos quienes debían adivinar una palabra o frase. Entre los panelistas regulares estuvieron la comediante Fran Allison, el periodista Phyllis Cerf, el editor Francis Coughlin, la actriz Patricia Cutts, la actriz Carmelita Pope, el actor Boris Karloff, el autor Jean Kerr, y el atleta Phil Rizzuto. La frase "down you go" era mencionada cuando un panelista era eliminado por no acertar correctamente o por decir mal alguna pista.

## Historia
El programa debutó el 30 de mayo de 1951 en DuMont. Down You Go se emitía los miércoles en la noche de 9 a 9:30 p. m. hasta julio, cuando se trasladó a los jueves. El programa fue trasladado a los viernes al inicio de la temporada 1952-1953. Durante el verano de 1952, se emitía los viernes a las 8:00 p. m.; en octubre de 1952, fue movido al bloque de las 10:30 p. m. El programa estuvo dentro de la programación de DuMont hasta el 20 de mayo de 1955.
Down You Go ha sido descrito como "uno de los programas de paneles más inteligente de la televisión". El programa estuvo nominado para un Premio Emmy en 1953, en la categoría Mejor Programa de Paneles, Conocimientos, o Participación del Público.
Cuando la cadena DuMont se encontraba en sus últimos meses de existencia, esta canceló Down You Go — al igual que la mayoría de sus otras series durante el verano de 1955 — y CBS brevemente acogió al programa durante el verano. El presentador, Bergen Evans, y algunos de los panelistas se mantuvieron para la nueva versión de CBS, la cual se emitió desde el 11 de junio al 3 de septiembre de 1955. Después de doce días, Down You Go retornó a una cadena de televisión, esta vez en ABC, la cual emitió el programa hasta el 4 de junio de 1956. NBC emitió el programa desde el 16 de junio del mismo año.
Esto hace de Down You Go uno de los cuatro programas que se emitieron en las cuatro cadenas de la denominada "Era de oro de la televisión" (los otros tres son The Arthur Murray Party, The Original Amateur Hour, y Pantomime Quiz). La versión de NBC fue conducida por Bill Cullen y presentaba como panelistas a Jayne Mansfield, Jimmy Nelson, Hildy Parks, y Arthur Treacher. El programa final fue emitido el 8 de septiembre de 1956.

## Estado de los episodios
No se conoce de grabaciones de los episodios de Down You Go mientras fue emitido en DuMont, ABC y NBC. Existen algunos kinescopios de programas de DuMont que están en varios museos y universidades, pero entre ellos no hay copias de Down You Go.
Sólo se conoce de un episodio grabado de la versión de CBS en el cual aparece una promoción del programa The Loretta Young Show, emitido a la noche siguiente "en otra cadena" (NBC).

## Versiones extranjeras
Una versión en el Reino Unido fue realizada por la BBC durante 1953 y 1954, presentado originalmente por Marcus Dick y posteriormente por Roy Rich. Al igual que la mayoría de la versión original estadounidense, no se conoce de grabaciones aún existentes de la versión británica.